# Clyde Fillmore
Pour les articles homonymes, voir Fillmore.
Clyde Fogle, né le 25 octobre 1876 à McConnelsville (Ohio) et mort le 19 décembre 1946 à Santa Monica (Californie), est un acteur américain, connu sous le nom de scène de Clyde Fillmore.

## Biographie
Au théâtre, Clyde Fillmore joue notamment à Broadway (New York), depuis la pièce The Sea Woman de Willard Robertson (1925, avec Charles Halton et Blanche Yurka) jusqu'à la comédie musicale Too Many Girls (en) sur une musique de Richard Rodgers (1939-1940, avec Desi Arnaz et Van Johnson). Dans l'intervalle, citons la pièce La Nuit du 16 janvier d'Ayn Rand (1935-1936, avec Edmund Breese et Walter Pidgeon).
Au cinéma, durant la période du muet, il contribue à dix-huit films américains, les quatre premiers sortis en 1919. Suivent entre autres La Jolie Infirmière de William Desmond Taylor (1920, avec Mary Miles Minter et George Periolat), Les Passe-partout du diable d'Erich von Stroheim (1920, avec Sam De Grasse et Mae Busch) et Émancipée de King Vidor (1922, avec Florence Vidor). Son dernier film muet sort en 1924.
Après le passage au parlant, accaparé par sa carrière sur les planches, il apparaît durant les années 1930 dans seulement cinq courts métrages (1930 à 1938) et un long métrage (1935).
Clyde Fillmore retrouve le grand écran surtout au cours des années 1940, d'abord dans deux films sortis en 1941, dont Shanghai Gesture de Josef von Sternberg (avec Ona Munson et Victor Mature). Mentionnons ensuite Ma sœur est capricieuse d'Alexander Hall (1942, avec Rosalind Russell et Janet Blair) et Quand le jour viendra d'Herman Shumlin (1943, avec Bette Davis et Paul Lukas).
Les trois derniers de ses soixante-deux films américains sortent en 1946 (année de sa mort, à 70 ans), dont L'Ange et le Bandit de S. Sylvan Simon (avec Wallace Beery et Margaret O'Brien).

## Théâtre à Broadway (intégrale)
(pièces, sauf mention contraire)
- 1925 : The Sea Woman de Willard Robertson : Capitaine Rodney Donaldson
- 1926 : The Right to Kill d'Herman Bernstein : Juge Richard Carlton
- 1926 : Just Life de John Bowie : Gordon Chase
- 1927-1928 : The Love Nest de Robert Emmet Sherwood : Lou Gregg
- 1928 : The Buzzard de Courtenay Savage : Arthur Lyon
- 1928-1929 : To-Morrow de Hull Gould et Saxon Kling : Herbert
- 1930 : Sweet Stranger de Frank Mitchell Dazey et Agnes Christine Johnston : J. W. Marvin
- 1932 : Face the Music, revue, musique et lyrics d'Irving Berlin, livret de Moss Hart, mise en scène de George S. Kaufman : le shérif
- 1932-1933 : Absent Father de Francis DeWitt : Oliver
- 1933 : Before Morning d'Edna G. Riley et Edward P. Riley : Leo Bergman
- 1933 : Thoroughbred de Doty Hobart : Dr Patten
- 1934 : False Dreams, Farewell de Hugh Stange : Capitaine Sackett
- 1934 : Between Two Worlds de (mise en scène et produite par) Elmer Rice : Capitaine John Whalley
- 1935 : De Luxe de Louis Bromfield et John Gearon, décors de Jo Mielziner, mise en scène de Chester Erskine : Ogden Travis
- 1935-1936 : La Nuit du 16 janvier (Night of January 16th) d'Ayn Rand : John Graham Whitfield
- 1936 : Pre-Honeymoon d'Alford Van Ronkel et Anne Nichols : Sénateur Dexter
- 1937 : Tide Rising de George Brewer Jr. : Graham Hay
- 1937 : Angel Island de Bernie Angus, mise en scène et production de George Abbott : John Kavanaugh
- 1939 : Primrose Path (The Primrose Path) de Robert Buckner et Walter Hart, costumes d'Helene Pons, mise en scène et production de George Abbott : Augustus Cummings
- 1939-1940 : Too Many Girls (en), comédie musicale, musique de Richard Rodgers, lyrics de Lorenz Hart, livret de George Marion Jr., costumes de Raoul Pène Du Bois, décors de Jo Mielziner, chorégraphie de Robert Alton, mise en scène et production de George Abbott : Harvey Casey

## Filmographie partielle

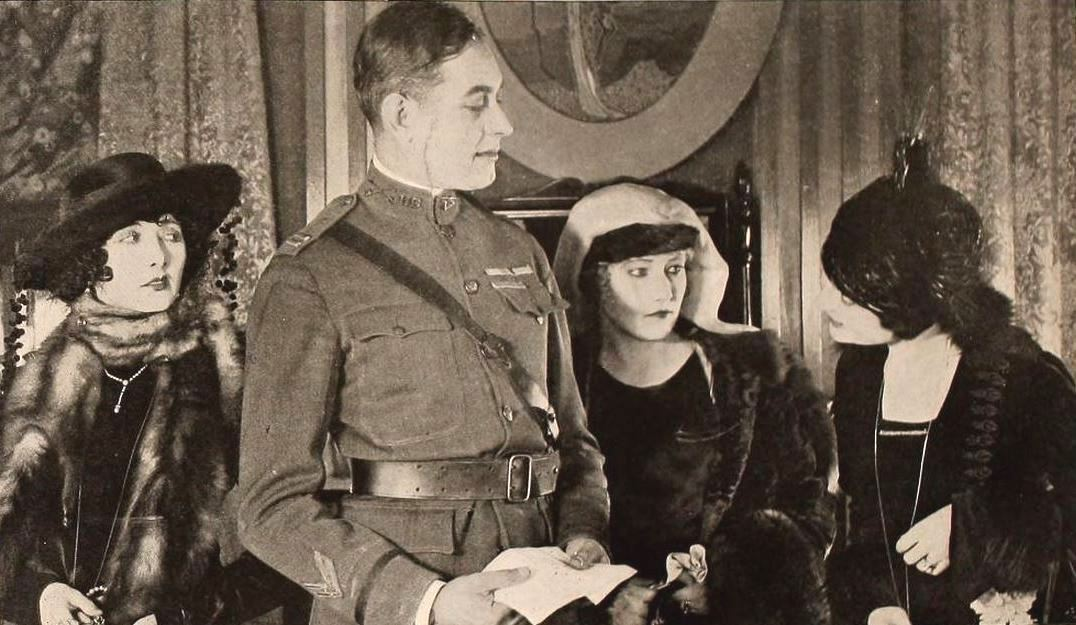
Mae Busch, Clyde Fillmore, Una Trevelyn et Maude George (de g. à d.), dans Les Passe-partout du diable (1920)

### Période du muet (1919-1924)
- 1919 : L'Empreinte (The Fire Flingers) de Rupert Julian
- 1919 : Le Corsaire (The Millionaire Pirate) de Rupert Julian : Robert Spurr
- 1919 : La Force de l'hérédité (en) (When Fate Decides) d'Harry F. Millarde : Donald Cavendish
- 1920 : The Soul of Youth de William Desmond Taylor : M. Hamilton
- 1920 : L'Antiquaire (Crooked Streets) de Paul Powell : Lawrence Griswold
- 1920 : Les Passe-partout du diable (The Devil's Pass Key) d'Erich von Stroheim : Capitaine Rex Strong
- 1920 : A City Sparrow (en) de Sam Wood : David Muir
- 1920 : La Jolie Infirmière (Nurse Marjorie) de William Desmond Taylor : John Danbury
- 1921 : Moonlight Follies de King Baggot : Tony Griswold
- 1921 : The Sting of the Lash d'Henry King : Joel Grant
- 1922 : Émancipée (The Real Adventure) de King Vidor : Rodney Aldrich
- 1923 : The Midnight Guest de George Archainbaud : William Chatfield
- 1924 : Alimony de James W. Horne : Granville

### Période du parlant (1930-1946)
- 1930 : Song Service de Norman Taurog (court métrage) : M. Wellman
- 1935 : Soir de gloire (Annapolis Farewell) d'Alexander Hall : un lieutenant-commandant
- 1938 : Getting an Eyeful de William Watson (court métrage) : Buddy
- 1941 : Associés sans honneur (en) (Unholy Partners) de Mervyn LeRoy
- 1941 : Shanghaï (The Shanghai Gesture) de Josef von Sternberg : Percival Montgoremy « Comprador » Howe
- 1942 : Le Mystère de Marie Roget (The Mystery of Marie Roget) de Phil Rosen
- 1942 : La Justice des hommes (The Talk of the Town) de George Stevens : Sénateur James Boyd
- 1942 : Ma sœur est capricieuse (My Sister Eileen) d'Alexander Hall : Ralph Craven
- 1942 : André et les Fantômes (The Remarkable Andrew) de Stuart Heisler
- 1943 : Margin for Error d'Otto Preminger : Dr Jennings
- 1943 : La Cité sans hommes (City Without Men) de Sidney Salkow : Sénateur Malloy
- 1943 : Plus on est de fous (The More the Merrier) de George Stevens : Sénateur Noonan
- 1943 : Quand le jour viendra (Watch on the Rhine) d'Herman Shumlin : Sam Chandler
- 1943 : Swing Fever de Tim Whelan : M. Nagen
- 1943 : What a Woman! (en) d'Irving Cummings
- 1944 : Étrange histoire (Once Upon a Time) d'Alexander Hall
- 1944 : La Griffe sanglante (The Scarlet Claw) de William Nigh : un inspecteur
- 1944 : Vacances de Noël (Christmas Holiday) de Robert Siodmak : un colonel
- 1944 : Le Président Wilson (Wilson) de Henry King : un sénateur
- 1944 : Laura d'Otto Preminger : le patron de l'agence Bullitt & Co
- 1944 : Trois c'est une famille (Three Is a Family) d'Edward Ludwig : M. Spencer
- 1945 : Règlement de comptes (Keep Your Powder Dry) d'Edward Buzzell
- 1945 : Désir de femme (Guest Wife) de Sam Wood : Président Reed
- 1945 : Deanna mène l'enquête (Lady on a Train) de Charles David
- 1945 : L'Œil caché (en) (The Hidden Eye) de Richard Whorf
- 1945 : Week-end au Waldorf (Week-End at the Waldorf) de Robert Z. Leonard
- 1945 : She Went to the Races de Willis Goldbeck
- 1946 : Colonel Effingham's Raid d'Irving Pichel
- 1946 : L'Ange et le Bandit (Bad Bascomb) de S. Sylvan Simon : Gouverneur Clark